# ブルース・ジテ
ブルース・ジテ（Bruce Djite 1987年3月25日 - ）は、アメリカ合衆国・ワシントンD.C.出身のオーストラリア代表サッカー選手。ポジションはFW（センターフォワード）。インドネシア・プレミアリーグ・PSMマカッサルに所属。
Kリーグ時代の登録名はブルース（ハングル: 브루스）。

## 経歴
ジテはアメリカで生まれ、彼が三歳の時に両親と共にシドニーに引っ越した。コートジボワール出身の父は西シドニー大学の准教授。母はトーゴ出身である。
2006年11月ヴェルダー・ブレーメンのトライアルに2週間参加するも不合格になり、その後オーストラリアに帰りアデレード・ユナイテッドと契約する。
2008年5月にゲンチレルビルリジに3年契約で加入した。
2010年8月28日、ゴールドコースト・ユナイテッドに移籍した。
2011年3月23日、アデレード・ユナイテッドに復帰した。
2016年、水原FCに移籍した。
2018年にPSMマカッサルで選手を引退した。

## 所属クラブ
- アデレード・ユナイテッド 2006-2008
- ゲンチレルビルリジ 2008-2010

→ ディヤルバクルスポル (loan) 2010
- ゴールドコースト・ユナイテッド 2010-2011
- アデレード・ユナイテッド 2011-2016

→ 江蘇舜天 (loan) 2011
- 水原FC 2016-2017
- PSMマカッサル 2018

## 代表歴
- U-20 オーストラリア
- U-23 オーストラリア
- オーストラリア代表
  - 2008年3月22日 - A代表初出場 - シンガポール代表戦

## タイトル
2007/08 Aリーグ最優秀若手選手賞